# کاغذ دیواری

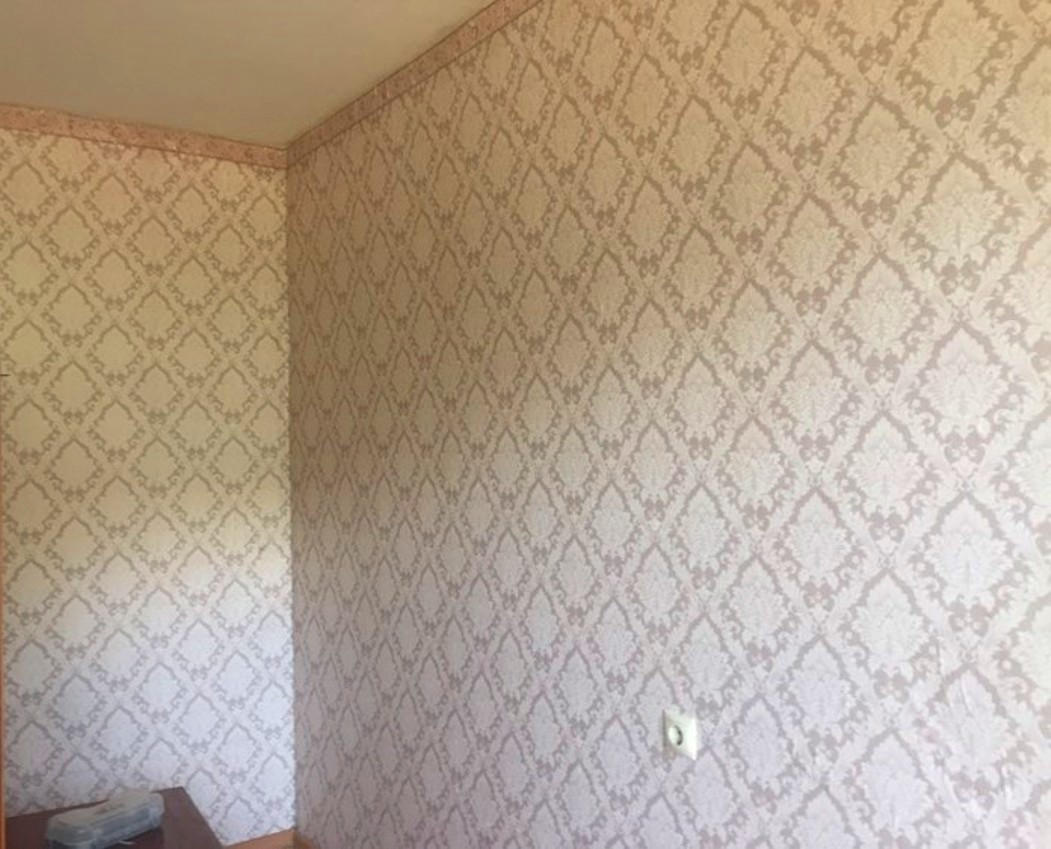
کاغذ دیواری؛ پوششی تزئینی برای جداره داخلی دیوارهای ساختمان

کاغذ دیواری یا والپیپر (به انگلیسی: Wallpaper) پوشش تزیینی است که برای پوشش دادن سطوح دیوارهای داخلی در ادارات، خانه‌ها و دیگر ساختمانها استفاده می‌شود؛ کاغذ دیواری یکی از جنبه‌های طراحی داخلی به‌شمار می‌آید. این نوع پوشش بیشتر به صورت رول یا به صورت متری فروخته می‌شود و با چسباندن روی دیوار مورد استفاده قرار می‌گیرد. کاغذ دیواری‌ها می‌توانند ساده (به صورت نقاشی) یا به صورت بافته‌شده (مانند آنگلیپتا) یا با الگوهای گرافیکی ساخته شده باشند.
روش‌های چاپ کاغذ دیواری شامل چاپ سطحی، چاپ به‌وسیله حکاکی، چاپ سیلک ابریشمی، چاپ به صورت دیجیتالی یا چاپ به وسیله ماشین چاپ چرخشی است.
یکی از  انواع کاغذ دیواریها پوستر دیواریها هستند که بکمک دستگاه‌های جوهر افشان جدید اکوسالونت تولید می‌شوند. مزیت آنها چاپ و طرح‌های اختصاصی هستند که به کمک کامپیوتر در ابعاد دلخواه و متریال های انتخابی  چاپ می‌شوند.

## انواع اصلی کاغذ دیواری
- کاغذ دیواری از منسوج نبافته (نان وون):مواد تشکیل دهندهٔ کاغذ دیواری غیر بافته شده از مخلوط الیاف فیبر سلولوزی بلند و الیاف نساجی در دستگاه کاغذ تولید شده‌است. این شبکه به وسیلهٔ مواد آکرلیک تقویت شده و به کمک رنگدانه‌ها یک نوع تاری ایجاد می‌کنند. افزودنی‌های خاص هم جهت ایجاد رطوبت، استحکام و قدرت جذب مورد استفاده قرار می‌گیرند. غیر بافته شده‌ها موادی را ایجاد کردند که از لحاظ ابعاد و اندازه تغییر شکل نمی‌دهد؛ بنابراین رطوبت مانند چسبی عمل می‌کند که بتوان کاغذ را بر روی دیوار نصب نمود. این تکنیک بسیار در وقت نصاب صرفه جویی نموده و نصاب دیگر نیازی به دوباره چسب زدن کاغذ و منتظر ماندن برای تکهٔ بعدی حین نصب ندارد. کاغذهای غیر بافته شده نصب بسیار آسانی دارند و دوباره نیز قابل استفاده می‌باشند؛ زیرا حالت خود را به خاطر مواد چسبنده‌ای که در پشت کاغذ هست از دست نمی‌دهند، مواقعی که نیاز به برداشتن کاغذ جهت انجام برخی امور مانند تعمیر سیستم تأسیسات و برق که پشت کاغذ در دیوار تعبیه شده‌اند است، می‌توان کاغذ را از دیوار جدا نموده و دوباره نصب نمود.
- کاغذ با روکش وینیل: این کاغذ دیواری ماده‌ای کاغذی دارد که بر روی آن رویهٔ طرح دار با نمونهٔ وینیل آکرلیک یا پلی وینیل کلراد (پی وی سی) اسپری یا روکش شده‌است. این نمونه از از کاغذها در دستهٔ کاغذهای با قابلیت شستشو و ضد لک طبقه‌بندی می‌شوندو برای اکثر فضاها قابل استفاده می‌باشند. این نمونه از نمونهٔ سادهٔ آن بسیار در برابر چربی و رطوبت مقاوم تر است و حتی برای استفاده در آشپزخانهها نیز مناسب است.
- روکش پارچه‌ای: این کاغذ دیواری یک مادهٔ سبک وینیل از آکرلیک یا وینیل مایع دارد. لایهٔ طرح دار آن روی این روکش چاپ شده‌است. عموماً این کاغذ سبک‌تر است و برای استفاده در فضاهایی که رطوبت کمتری دارند مانند نشیمن مناسب است.
- کاغذ با وینیل سخت و جامد: این نوع از کاغذ دیواری‌ها یک لایهٔ کاغذی لمینیت شده توسط یک روکش وینیلی جامد پوشش می‌دهد.

این نمونه کاغذها از آنجاییکه سطح طرح دار آن‌ها روکش وینیلی بسیار قوی دارند کاملاً مقاوم هستند. این کاغذها هم در دسته‌بندی کاغذهای قابل شستشو و قابل کنده شدن قرار می‌گیرند. کاغذی با روکش وینیل جامد یا سخت در بسیاری از محیط‌های خانه که ممکن است رطوبت و چربی و لکه بگیرد قابل استفاده می‌باشد اما جهت استفاده در کارگاهها و انباری‌ها و محیط‌هایی که تماس فیزیکی با کاغذ ایجاد می‌شود مناسب نمی‌باشند.
- کاغذهای وینیل فابریک بک:در این کاغذها لایه‌ای پوشیده از وینیل سخت روی سطح دکوراتیوشان لمینیت شده‌است. انواع اصلی آن در زیر معرفی شده‌اند:

1. وینیل سخت یا جامد: این کاغذ شامل یک نوار وینیلی است که بر روی لایهٔ پارچه‌ای یا کاغذی لمینیت شده‌است؛ و عموماً بسیار مقاوم تر از نمونه‌هایی است که در بالا به آن اشاره شد زیرا وینیل از نوع جامد است و از نوع مایع آن استفاده نشده‌است. این گونه کاغذها برای مشتریانی که به دنبال کاغذ صد در صد قابل شستشو، ضد لک و مقاوم می‌گردند مناسب است.
2. کاغذی: این نمونه ز کاغذها اشاره دارد به انواع کاغذ دیواری‌هایی که پایهٔ کاغذی دارند که سطح طرح دار بر روی آن‌ها چاپ می‌شود. درست است، کاغذها روکش نشده‌اند، اما برخی روکشی دارند که بر روی جوهر کشیده شده و از آن محافظت می‌کند.
3. کاغذهای وینیلی نون وون (غیر بافته شده): این کاغذها از یک کاغذ نون وون با یک صفحهٔ وینیلی تشکیل شده‌اند؛ زیرا آن‌ها در مقابل آب بسیار مقاوم و غیرقابل نفوذ هستند، عمدتاً از این کاغذ می‌توان در حمام و آشپزخانه استفاده نمود.

در نهایت انواع کاغذ دیواری و جنس کاغذ دیواری ها در تعیین قیمت کاغذ دیواری تاثیر گذارند. امروزه کاغذ دیواری هایی با روکش پی وی سی از 

## نصب کاغذ دیواری
همانگونه که دیوار قبل از رنگ نیاز به آماده‌سازی دارد، برای نصب کاغذ دیواری نیز باید ابتدا دیوار را آماده کرد. آماده‌سازی دیوار که به زیر سازی معروف است شامل برطرف کردن سوراخ‌ها و خرابی‌های گچ دیوار می‌شود به گونه‌ای که دیوار کاملاً صاف و یکدست شود. علاوه بر این، هر جنس دیوار برای چسباندن کاغذ دیواری مناسب نیست. به عنوان مثال دیوارهای گچی نسبت به دیواری‌های سیمانی یا چوبی پذیرش بهتری برای کاغذ دیواری دارند.
کاغذ دیواری کاربرد خاص خود را دارد. به عنوان مثال اگر در داخل حمام استفاده شود، حتی اگر کاغذ دیواری ضد رطوبت باشد، پس از مدت کوتاهی به دلیل رطوبت محیط، چسب زیر کاغذ دیواری از بین رفته و خیلی زود خراب می‌شود. بهتر است از کاغذ دیواری در محیط خشک استفاده کرد.
از دیگر نکاتی که قبل از نصب کاغذ دیواری باید به آن دقت کرد، ابعاد دیوار است. اگر طول و ارتفاع دیوار کم باشد، بسیاری از نقش و نگارهای کاغذ دیواری بریده می‌شود و طرح آن به خوبی نشان داده نخواهد شد. طرح کاغذ دیواری‌ها بجز کاغذ دیواری‌های پوستری، تکرار شونده است؛ بنابراین بهتر است دیواری انتخاب شود که فضای کافی برای تکرار چند بار طرح کاغذ دیواری را داشته باشد. هر چه طرح کاغذ دیواری درشت تر باشد، دیواری که روی آن نصب می‌شود نیز باید بزرگ‌تر باشد.
علاوه بر دیوار و سقف که کاربری‌های معمول کاغذ دیواری است، می‌توان کاغذ دیواری را در داخل کمد، کتابخانه و روی قاب پنجره نصب کرد.

## جدا کردن کاغذ دیواری
یکی از ویژگی‌های مثبت کاغذ دیواری نسبت به سایر پوشش‌های دیواری قابلیت برداشتن آن از روی دیوار است که به سادگی انجام می‌شود.نکته مهمی که هنگام جدا کردن می بایست دقت کرد این کار بایستی به آرامی انجام بگیرد در غیر این صورت به دیوار پشت کار آسیب رسیده و هزینه زیادی به شما تحمیل می‌کند.

## آب
آسان‌ترین روش کندن کاغذ دیواری، پاشیدن آب بر روی آن است. آب از درون منفذهای کاغذ دیواری به چسب پشت آن نفوذ می‌کند و آن را از بین می‌برد. با از بین رفتن قدرت چسبندگی چسب پشت کاغذ دیواری، به راحتی می‌توان کاغذ دیواری را از دیوار جدا کرد. البته کاغذ دیواری‌هایی که به این روش به راحتی از دیوار جدا می‌شوند باید به اصطلاح قابل جداسازی (Peelable) باشند که بسیاری از کاغذ دیواری‌های مدرن این ویژگی را دارند.

## مواد شیمیایی
مواد شیمیایی مخصوص کندن کاغذ دیواری را می‌توان از فروشگاه‌های رنگ و ابزار فروشی تهیه کرد. برای جدا کردن کاغذ دیواری باید ابتدا ماده شیمیایی را که معمولاً به صورت پودر است با مقداری آب گرم و سرکه مخلوط کرد و سپس محلول بدست آمده را با استفاده از اسپری بر روی دیوار پاشید. بعد از آنکه محلول بدست آمده چسب دیوار را در خود حل کرد، لبه‌های کاغذ دیواری به راحتی با کمک کاردک یا چاقو کنده می‌شود.

## بخار آب
یکی دیگر از موادی که برای از بین بردن چسب کاغذ دیواری و جدا کردن کاغذ دیواری از دیوار استفاده می‌شود، بخار آب است. برای این منظور از دستگاه بخارکننده چسب کاغذ دیواری استفاده می‌شود که با برق کار می‌کند. این دستگاه شامل یک مخزن آب است و با روشن شدن، آب درون آن بخار می‌شود و می‌توان با دسته مخزن بخار را بر روی کاغذ دیواری پاشید. بخار آب چسب پشت کاغذ دیواری را حل می‌کند و به کاغذ دیواری اجازه می‌دهد تا به راحتی از دیوار جدا شود. در استفاده از بخار آب باید دقت کافی به عمل بیاید تا به پوشش خشک دیوار زیر کاغذ دیواری آسیبی وارد نشود.

## جداسازی کاغذ دیواری‌های سخت
به نظر می‌رسد که کاغذ دیواری شما به سادگی کنده نشده و نیازمند اقدامات بیشتری است. چه قصد داشته باشید با آب یا چه با مواد شیمیایی این کار را بکنید. ممکن است نیاز داشته باشید بر روی سطح کاغذ دیواری بدون اینکه بر روی دیوار پشت کاغذ دیواری آسیب برسانید، برش‌های سطحی با کاردک یا ابزاری که مانع ایجاد خراش عمیق می‌شود، ایجاد کنید.
سپس اسفنج یا غلطک مخصوص نقاشی را می‌توانید در محلول ماده شیمیایی و آب گرم فرو ببرید. و به قسمت کوچکی از کاغذ دیواری در حدود ابعاد ۵۰ سانتیمتر در ۵۰ سانتیمتر بکشید. اجازه بدهید رطوبت آب به داخل درزها و شکاف‌های ایجاد شده نفوذ کند. آب گرم چسب را شل وحل می‌کند و این برش‌های کوچکتر کار شما را برای کندن کاغذ دیواری راحت تر می‌کنند.

## تاریخچه کاغذ
تاریخچه کاغذ دیواری در واقع از چین باستان آغاز می‌شود. برای این ادعا می‌توان ۲ دلیل را مطرح نمود:
1. چینی‌ها مخترع کاغذ بودند.
2. چینی‌ها کاغذ برنج را ۲۰۰ سال پیش از میلاد بر دیوارهای خود می‌چسباندند.

گفته می‌شود که در قرن ۸ میلادی یک زندانی چینی راز کاغذ را بر عرب‌ها فاش نمود که در نتیجه آن‌ها نیز دانش کاغذسازی را به اروپا منتقل نمودند.
پس از آن بسیاری از اروپائیان متمول به هنرمندان سفارش کاغذهای نقاشی شده در ابعاد وسیع را جهت نصب بر دیوارهای منازل خود می‌دادند، اما کاغذ دیواری واقعی با پیدایش صنعت چاپ متولد شد.
در دوران رونسانس، کاغذ دیواری که با استفاده از تکنیک چاپ کلیشه چوبی تولید می‌شد، در میان اشراف اروپا محبوبیت یافت.
از زمان قرون وسطی، طبقه تراز اول جامعه عادت به نصب فرشینه‌های تزئینی بر دیوارهای منازل خود داشتند. این فرشینه‌های تزئینی هم به اتاق رنگ می‌داد و هم به عنوان لایه‌ای عایق میان دیوار سنگی و فضای داخلی عمل می‌کرد و در نتیجه گرمای درون اتاق را حفظ می‌نمود.

با این همه این فرشینه‌ها بسیار گرانقیمت بودند. از اینرو تنها افراد فوق‌العاده ثروتمند توانایی تهیه آن‌ها را داشتند. طبقه نیمه مرفه که یا به دلیل قیمت گزاف یا جنگ‌هایی که تجارت بین‌المللی را متوقف می‌کرد توان خرید این فرشینه‌ها را نداشتند، برای روح دادن به اتاقهایشان به کاغذ دیواری روی آوردند.

کاغذ دیواری‌های اولیه طرح‌هایی مشابه تصاویر فرشینه‌ها داشتند و گاهی اوقات ورقهٔ بزرگ کاغذی همانند فرشینه‌ها به صورت آزاد بر روی دیوار نصب می‌شد و گاهی نیز همچون سیستم امروزی آن را بر دیوار می‌چسباندند.

معمولاً تصاویر چاپی به جای آنکه قاب شده و بر دیوار نصب شوند، بر دیوار چسبانده می‌شدند و احتمالاً ابعاد بسیار بزرگ این تصاویر چاپی که چند ورقه‌ای نیز بودند صرفاً به منظور چسبانده شدن بر دیوار تولید می‌شدند.

برخی از هنرمندان سرشناس چنین آثاری خلق می‌کردند. از جمله «آلبرشت دورر» که هم در زمینه چاپ تصاویر بزرگ و هم چاپهای تزئینی جهت آویختن بر دیوار فعالیت می‌کرد.

بزرگ‌ترین تصویر چاپی «طاق نصرت» بود که به سفارش مکسیمیلیان اول امپراتور روم مقدس در سال ۱۵۱۵ چاپ و تکمیل شد. این کاغذ دیواری ابعاد عظیم ۳٫۵۷ در ۲٫۹۵ متر را داشت و از ۱۹۲ ورق کاغذ تشکیل شده بود و در چاپ دوره اول آن ۷۰۰ کپی از آن تولید شد تا پس از رنگ‌آمیزی دستی، در قصرها و به خصوص سالنهای اجتماعات شهری آویخته شود.

نمونه‌های اندکی از الگوهای تکرار شوندهٔ کاغذ دیواری‌های اولیه به جا مانده‌است، اما تعداد زیادی از کلیشه‌های اصلی که نمایانگر الگوهای تزئینی آن زمان می‌باشند هنوز هم در دسترس است.
انگلستان از کشورهای پیشرو در صنعت کاغذ دیواری محسوب می‌شود. قدیمی‌ترین نمونهٔ به جا مانده از کاغذ دیواری در انگلستان که در لندن به چاپ رسیده بوده به سال ۱۵۰۹ برمی گردد.

استفاده از کاغذ دیواری بعد از دوران تکفیر هنری هشتم از سوی کلیسای کاتولیک بسیار رایج شد، زیرا این امر موجب قطع روابط سایر کشورها با انگلستان و در نتیجه جلوگیری از صدور فرشینه به آن کشور شد. از آنجا که انگلستان خود در تولید فرشینه مهارتی نداشت، اشراف و نجیب‌زادگان به کاغذ دیواری روی آوردند.

در دوران حکومت الیور کرامول تولید کاغذ دیواری از سوی دولت مذهبی عملی بیهوده به‌شمار آمد و متوقف شد اما با بازگشت چارلز دوم دوباره متمولین متقاضی کاغذ دیواری شدند.

حکومت کرامول، فرهنگی کسالت بار را بر مردم تحمیل کرده بود، از این رو پس از مرگش مردم به خرید وسایل خانگی رفاهی که در دوران وی ممنوع شده بود روی آوردند.

در اواسط قرن هجده بریتانیا به اولین تولیدکننده و صادرکننده کاغذ دیواری در اروپا تبدیل شده بود.

در اوائل قرن نوزدهم با توسعه چاپ توسط نیروی بخار، تولیدکنندگان کاغذ دیواری در انگلستان موفق به تولید انبوه آن شدند که این امر به کاهش قیمت و در نتیجه قابل خرید شدن آن توسط طبقه متوسط انجامید.

در آن زمان کاغذ دیواری به عنوان وسیله‌ای ارزان و مؤثر جهت روح بخشیدن به اتاقهای تاریک و تنگ طبقه کارگر از محبوبیت ویژه‌ای برخوردار شد. با شروع قرن بیستم کاغذ دیواری یکی از رایج‌ترین اقلام مورد استفاده در منازل دنیای غرب گردید.

ورود این محصول به ایران به دوران حکومت ناصرالدین شاه قاجار بازمی‌گردد. وی که علاقه‌ای خاص به شیوه‌های معماری و هنر مغرب زمین داشت، در زمان نوسازی کاخ گلستان با پوشاندن دیوارهای آن کاخ توسط کاغذ دیواری‌های وارداتی از زمره نخستین افرادی شد که باب ورود این محصول به ایران را گشودند.

## انواع کاربردهای کاغذ دیواری
امروزه کاغذ دیواری به دلیل طرح‌ها و مدل‌های متنوع و طیف رنگی بسیار گسترده، کاربردهای بسیاری دارد که برخی از مهم‌ترین کاربری‌های آن عبارتند از:
1. کاغذ دیواری اتاق پذیرایی و مهمان
2. کاغذ دیواری اتاق خواب
3. کاغذ دیواری اتاق کودک
4. کاغذ دیواری اتاق نشیمن و هال
5. کاغذ دیواری ورودی خانه
6. کاغذ دیواری برای سقف

یکی دیگر از کاربری‌هایی که میزان استفاده آن نیز روزبروز رو افزایش است، استفاده به عنوان کاغذ دیواری پشت تلویزیون، ال سی دی و ال ای دی می‌باشد که نمایی بسیار زیبا به آن می‌دهد.

## انواع کاغذ تزئینی
- کاغذ ابری: نوعی کاغذ تزئینی برای ورود یا درون جلد که از دوره تیموری به بعد در ایران رایج گردید و به ابری‌های همدان و کشمیر معروف بوده‌اند.
- کاغذ بالیغ: کاغذ بسیار مرغوبی که در شهر پکن (خان بالیغ - شهر خان) ساخته می‌شد. جنس کاغذ بسیاری از کتب و اوراق خطی نفیس ایران کاغذ خان بالیغ است.
- کاغذ زر افشان: (نوعی تزئین بر روی کاغذ) برای زر افشان کردن کاغذ مقداری صمغ را به طرز خاصی روی کاغذ می‌پاشیدند و سپس ورقه‌های نازک طلا را به آن می‌چسباندند به‌طوری‌که تکه‌های طلا مانند ستاره روی صفحه کاغذ می‌درخشید. این نوع کاغذ را معمولاً در حواشی کتب و اوراق گرانبها مصرف می‌کردند.
- کاغذ سمرقندی: یکی از معروفترین و مرغوب‌ترین کاغذهای مورد مصرف در طول سده‌های میانی دوران اسلامی که در شهر سمرقند ساخته می‌شد. کاغذ سمرقندی جزو اولین کاغذهای ساخته شده در جهان اسلام بود که در قرن دوم هجری، مسلمانان به کمک کاغذ سازان چینی اولین کارگاه ساخت آن را در شهر سمرقند بر پا کردند و از این شهر صنعت کاغذسازی به سایر بلاد اسلام راه یافت.
- کاغذ شامی: نوعی کاغذ سفید و به‌غایت شفاف و لطیف منسوب به شهر شام.

## کاغذ دیواری ضد زلزله
دانشگاه و مرکز تحقیقات تکنولوژی کارسلو (KTI) آلمان از دهه ۱۹۹۰ تا به حال در تلاش است که پوششی کاغذی برای نگه داشتن دیوارها هنگام زلزله تولید کند. بالاخره تیم تحقیقاتی در سال ۲۰۱۰ موفق به ساخت کاغذ دیواری سیسمیک شد. با ارتقا کیفیت این ماده تولیدی، دانشگاه KTL در سال ۲۰۱۴ کاغذ دیواری ضد زلزله خود را عرضه کرد.

### تولید
برای تولید این کاغذ دیواری از رشته‌های بسیار نازک و مستحکم شیشه‌ای استفاده شده‌است. این رشته‌ها به هم بافته شده و یک پوشش ارتجاعی و محکم را تولید می‌کند. به هنگام تکان خوردن دیوار، این رشته‌های شیشه‌ای انرژی حاصله را در چهار جهت مختلف پخش می‌کنند تا انرژی تقسیم شده و به قسمت خاصی ازدیوار فشار بیشتری وارد نشود.

### چسب
برای جلوگیری از ریزش دیوارها صرفاً استفاده از کاغذ دیواری سیسمیک کافی نیست. چراکه چسب مخصوص کاغذ دیواری‌های معمولی تحمل تکان‌های شدید دیوار را ندارد. به همین دلیل دانشمندان دانشگاه KTL، چسب مخصوصی برای این کاغذ دیواری تولید کرده‌اند. برای این منظور یک ماده نرم، قابل انعطاف و چسبناک با استفاده از آب و مقدار زیادی پلیمر پلی پورتان تولید شد.
وقتی چسب به شیارهای دیوار نفوذ کند، آب درون آن بخار شده و باعث می‌شود چسب کاملاً به مواد دیوار گیر کند. همین‌طور وقتی کاغذ دیواری روی چسب قرار بگیرد، کاملاً توسط پلی پورتان احاطه می‌شود.
کاغذ دیواری سیسمیک در یک شبیه‌سازی زلزله آزمایش شده‌است. ساختمانی که این کاغذ دیواری در آن به کار رفته بود، فرو نریخت. قرار است از سال ۲۰۱۴ به بعد کاغذ دیواری سیسمیک به صورت انبوه تولید شود. این کاغذ دیواری از کاغذ دیواری معمولی بیشتر است؛ ولی برای مردمی که در مناطق زلزله خیز زندگی می‌کنند، ارزش خرید دارد.

## کاغذ دیواری اتاق کودک
وظیفه اصلی کاغذ دیواری کودک این است که فضای گرم و دلچسب را برای بچه‌ها فراهم کند. این مسئله یک دو گانگی برای طراحان ایجاد می‌کند زیرا دکور اتاق کودک توسط پدر مادرها انتخاب می‌شود ولی در عین حال باید برای کودک دلچسب باشد.
کودکان در دنیایی با تصورات و خلاقیت‌های بی‌نهایت زندگی می‌کنند و کاغذ دیواری‌های کودک باید این مسئله را در نظر بگیرند. برای اتاق کودک از رنگهای ملایم استفاده می‌شود به این منظور در کاغذ دیواری‌ها از رنگ‌هایی مانند صورتی روشن، یاسی، کرم، آبی روشن و زرد استفاده می‌شود. استفاده از این رنگ‌ها منجر به آسایش کودک می‌شود.
برای کاغذ دیواری کودک کیفیت حرف اول را می‌زند. کاغذ دیواری کودک باید فاقد هر گونه مواد آلاینده و شیمیایی بوده و قابل شستشو باشد.

## کاغذ دیواری ضدآب
کاغذ دیواری ضدآب یا قابل شست شو دارای پوششی از جنس وینیل است که این کاغذ دیواری‌ها در برابر آب مقاومت دارند. با ورود کاغذ دیواری‌های ضدآب به بازار استفاده از کاغذهای دیواری در محیط‌های مرطوب محقق گشته‌است. این نوع کاغذ دیواری در حمام و سرویس بهداشتی هم قابل استفاده هستند. کاغذ دیواری‌های ضدآب جایگزین مناسبی برای کاشی و سرامیک در حمام و آشپزخانه و همچنین در شهرهای مرطوب هستند. این پوشش برای مناطق مرطوب و نقاطی از خانه که رطوبت در آنها وجود دارد بسیار مناسب هستند.